# 上海航空機製造
上海航空機製造（シャンハイこうくうきせいぞう、上海飞机制造、英語: Shanghai Aircraft Manufacturing Factory ）は、中華人民共和国の航空機製造メーカーである。本社所在地は上海。

## 概要
もともとは1950年に設立された国営企業であったが、現在は資本主義化にともない中国航空工業グループに属している。中国政府のジェット旅客機国産化政策に基づきボーイング707を模倣してY-10を開発しようとした。同計画の失敗後、アメリカ合衆国のマクダネル・ダグラス社からMD-82/MD-83を35機ノックダウン生産し、後にMD-90を2機ライセンス生産したほか、ボーイング737の部品（水平尾翼など）を下請け製造したり、航空機の整備を行っている。また国内線向け短距離旅客機であるARJ21の開発を進めている。